# Comité Delors
Cet article court présente un sujet plus développé dans : Union économique et monétaire, Traité sur l'Union européenne et Histoire de l'Union économique et monétaire européenne.
Le comité Delors est le nom donné au comité créé par le Conseil européen de Hanovre de juin 1988. Il était présidé par Jacques Delors, alors président de la Commission européenne.
Ses membres étaient : Frans Andriessen, Miguel Boyer, Demetrius J. Chalikias, Carlo Azeglio Ciampi, Maurice F. Doyle, Willem F. Duisenberg, Jean Godeaux, Erik Hoffmeyer, Pierre Jaans, Alexandre Lamfalussy, Jacques de Larosière, Robert Leigh-Pemberton, Karl Otto Pöhl, Mariano Rubio, José A.V. Tavares Moreira et Niels Thygesen.
Le comité publie, en avril 1989, le rapport Delors.

## Sources